# Mégrit
Mégrit é uma comuna francesa na região administrativa da Bretanha, no departamento Côtes-d'Armor. Estende-se por uma área de 20,44 km². Em 2010 a comuna tinha 834 habitantes (densidade: 40,8 hab./km²).